# Барась Микола Тадіонович
Мико́ла Тадіо́нович Ба́рась (* 25 травня 1947 р., с. Журавець, Локачинський район, Волинська область) — український журналіст, прозаїк, автор статей і книг художньо-документальної публіцистики, видавець. 
Член Національної спілки журналістів України. Заслужений журналіст України (1997).

## Біографія
Народився 25 травня 1947 року в с. Журавець Локачинського району Волинської області. Закінчив фізичний факультет Ужгородського державного університету за фахом — астрофізика (1970). Після нетривалої роботи інженером наукової групи по дослідженню космосу УжДУ і служби в армії розпочав журналістську діяльність. Спочатку працював літпрацівником, завідувачем відділу робітничої молоді Вінницької обласної молодіжної газети «Комсомольське плем'я» (1972-79), згодом власним кореспондентом республіканських видань «Молодь України» (1979-83) і «Правда Украины» (1983-94). На зламі двох епох — радянської і національно-української — досліджував тему відродження українського села. Багато співпрацював з журналами і видавництвами. Тоді ж, на початку 90-х, організував і очолив ряд нових газет, заснував видавничо-інформаційну фірму «Біком», яка стала активним виробником книжкової продукції.

## Літературна, журналістська і видавнича діяльність
Автор художньо-документальних книг і розвідок, численних журнальних («Всесвіт», «Ранок», «Хлібороб України») і газетних нарисів, а також співавтор збірників документалістики, зокрема:
- Повінь: документальна повість [присвячена декабристу і письменнику Олександру Бестужеву-Марлінському]. — Вінниця: Комсомольське Плем'я. 1975.
- Ефект дерзання: збірник нарисів. — Київ: Молодь, 1981.
- Окриленість: збірник нарисів. — Київ: Молодь, 1982.
- Славою овіяні: збірник нарисів. — Київ: Молодь, 1987.
- Повернення: документально-публицістична книга. — Одеса: Маяк, 1989. — 96 с. — ISBN 5-7760-0073-4
- Твій господар, земле: художньо-документальна книга. — Одеса: Маяк, 1991. — 125 с. — ISBN 5-7760-0338-5

За мотивами книги «Повернення» режисером Л. Червоною та оператором І. Михеєевим у 1991 році було знято однойменний документальний фільм.
Був ініціатором, організатором і редактором ряду нових газет — зокрема, газет молодого українського підприємництва початку 90-х років «Камертон» і «Подільська біржа» (1991), першого і єдиного, на той час, видання в Україні — культурно-мистецького тижневика «Камертон Х» (1991), першої на Вінниччині широкопрофільної економічної тижневої газети «Бізнес-контакт» (1992), яка з 1999 року має назву «Вінницький економіст». Є засновником і власником видавничо-інформаційної фірми «БІКОМ» (1992, нинішня назва — ТОВ «Фірма БІКОМ»), яка у нелегкий час становлення незалежної української держави допомогла побачити світ творам багатьох вінницьких поетів і письменників.

## Нагороди, звання
- Почесне звання «Заслужений журналіст України» (1997).
- Лауреат обласної премії імені М. Трублаїні (1980) за цикл художньо-документальних нарисів;
- Лауреат обласної журналістської премії імені Костянтина Гришина